# 圣皮埃尔多里亚克
圣皮埃尔多里亚克（法語：Saint-Pierre-d'Aurillac，法語發音：[sɛ̃ pjɛʁ doʁijak]）是法国吉伦特省的一个市镇，属于朗贡区。

## 地理
圣皮埃尔多里亚克（44°34'19"N, 0°11'30"W）面积6.52 平方千米，位于法国新阿基坦大区吉倫特省，该省份为法国西南部沿海省份，是法國本土面积最大的省，北起滨海夏朗德省，西临大西洋，南至朗德省，东南接洛特-加龍省，东临多爾多涅省。
与圣皮埃尔多里亚克接壤的市镇（或旧市镇、城区）包括：加龙河畔勒皮扬、圣安德烈迪布瓦、圣马丹德塞斯卡、圣帕尔东德孔克、圣皮埃尔德蒙、卡斯泰茨昂多尔特。

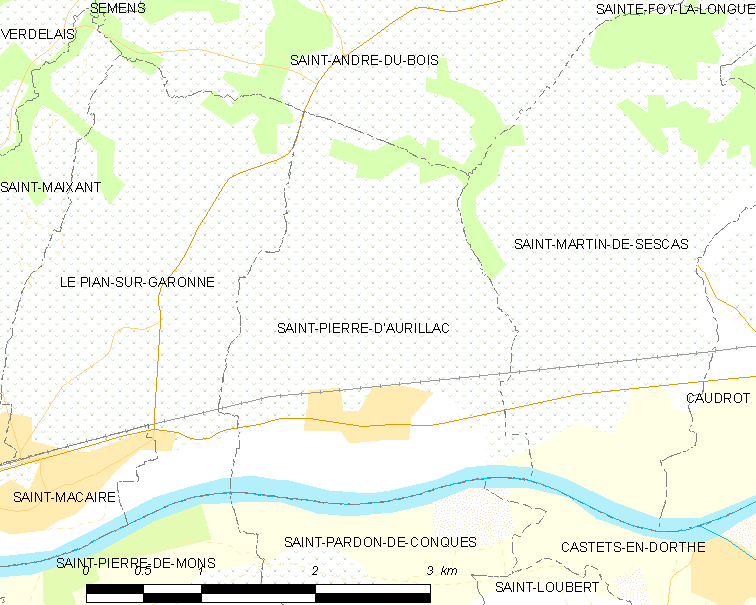
圣皮埃尔多里亚克的OSM定位图

圣皮埃尔多里亚克的时区为UTC+01:00、UTC+02:00（夏令时）。

## 行政
圣皮埃尔多里亚克的邮政编码为33490，INSEE市镇编码为33463。

## 政治
圣皮埃尔多里亚克所属的省级选区为海间县。

## 人口

1962-2008年间圣皮埃尔多里亚克人口变化图示

圣皮埃尔多里亚克于2022年1月1日时的人口数量为1277人。